# La llamada de la Tierra
La llamada de la Tierra  (Título original en inglés: The Call of Earth (1992) es el segundo libro de la Saga del retorno de Orson Scott Card, una visión ficticia de los primeros cientos de años registrados en el Libro de Mormón.

## Resumen de la trama
El libro se enfoca en varios eventos clave que sucedieron luego que Nafai, Elemak, Issib, Mebbekew, Zdorab y el padre Volemak se fueron al desierto. Elemak tuvo un sueño del Alma suprema, anunciando el regreso de los hijos de Volemak a Basílica para conseguir esposas. Los hijos descienden de la madre de Nafai e Issib, Rasa, que está tratando de mantener el orden en la ciudad. Sin embargo Hushdih, una intrigante al servicio de Rasa comete el desastroso error de cortar los lazos entre Rashgallivak y sus hombres, generando disturbios en toda la ciudad.
Al mismo tiempo el general Moozh, líder de los Gorayni, trata de conquistar las ciudades cercanas a Basílica. Ve una oportunidad estratégica, y con 1000 soldados marcha a través del desierto para conquistar la ciudad. Llega a tiempo para ayudar a la guardia de la ciudad a sofocar el levantamiento, y poco a poco logra el control de la situación.
El resto del libro trata acerca de Nafai y sus hermanos, Elemak y Mebbekew, tratando de hallar esposas. Al final, todos son obligados a un arresto domiciliario con Rasa, donde Elemak toma a Eiadh como esposa, Mebbekew a Dol, Nafai a Luet, la profetisa del agua, con Rasa y Hushidh decidiendo convertirse en esposas de Volemak e Issib, respectivamente. Shedemei, una genetista de Basílica es arrastrada al futuro con suficiente variedad de plantas y animales para poblarlo con nuevas especies, también como esposa de Zdorasb.
El final llega cuando Moozh decide casarse con Hushidh para relacionarse políticamente con la ciudad. La madre original de Hushidh interviene deteniendo la ceremonia, ya que Hushidh es la hija de Moozh. Los partidarios de Nafai son escoltados al campo con sus mujeres y suministros.
Moozh termina conquistando a los «cabezas húmedas» para los que había trabajado, mientras que el subcomandante de Basílica la defiende contra los enemigos Potokgavan. Luego es asesinado durante la invasión y Basílica cae, dispersándose sus ciudadanos hacia las otras naciones y ciudades de Armonía. Antes, en el libro, el Alma Suprema había revelado el propósito de esta diáspora; relacionar a gente con una conexión fuerte con los que poseían una conexión débil, y así retrasar el momento en que el Alma Suprema perdería el control sobre los pueblos de Armonía.